# Giovanni Ambrogio Bertrandi
Giovanni Ambrogio Bertrandi (Torino, 17 ottobre 1723 – Torino, 5 dicembre 1765) è stato un anatomista e chirurgo italiano.

## Biografia
Docente all'università di Torino dal 1755, divenne medico di corte nel 1758. Fondò varie scuola nel capoluogo piemontese.

## Opere
- Trattato delle operazioni di chirurgia, vol. 1, Nizza, Gabriel Floteront, 1763.
- Trattato delle operazioni di chirurgia, vol. 2, Torino, Stamperia Botta, Prato, e Paravia, 1802.
- Trattato delle operazioni di chirurgia, vol. 3, Torino, Stamperia Botta, Prato, e Paravia, 1802.